# Kanton Pipriac
Pipriac is een voormalig kanton van het Franse departement Ille-et-Vilaine. Het kanton maakte deel uit van het arrondissement Redon. Het werd opgeheven bij decreet van 18 februari 2014 met uitwerking op 22 maart 2015.

## Gemeenten
Het kanton Pipriac omvatte de volgende gemeenten:
- Bruc-sur-Aff
- Guipry
- Lieuron
- Lohéac
- Pipriac (hoofdplaats)
- Saint-Ganton
- Saint-Just
- Saint-Malo-de-Phily
- Sixt-sur-Aff